# Kitano Tenman-gū

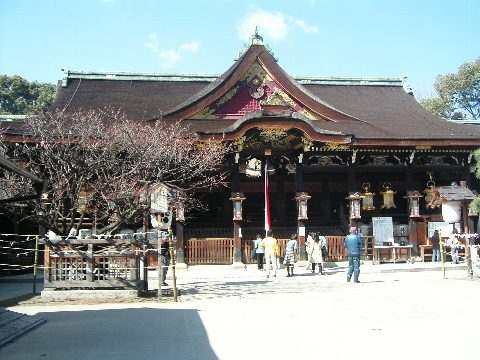
La haiden, o sala de oración principal.

Kitano Tenman-gū (北野天満宮), también llamado Kitano Tenjin-jinja y Kitano Temmangū, es un santuario sintoísta en Kamigyō-ku, Kyoto, Japón.

## Historia
El santuario fue construido en el año 947, para apaciguar el espíritu airado de Sugawara no Michizane. Había sido enviado erróneamente al exilio.
El templo se convirtió en objeto de patrocinio imperial durante los primeros años del periodo Heian.
Los edificios actuales datan de principios del siglo XVII.

### Cronología
- 965 (Kōhō 2): El Emperador Murakami ordenó que se enviasen mensajeros Imperiales para informar de eventos importantes a los guardianes kami de Japón. Estos mensajeros, llamados heihaku, fueron presentados inicialmente a 16 santuarios;[6]
- 986 (Kanna 2): Michizane recibió el título póstumo de Tenjin (Deidad Celestial).
- 991 (Shōryaku 2): El Emperador Ichijō añadió tres santuarios más a la lista de Murakami - incluyendo a Kitano.[7]
- 1444 (Bun'an 1, 4º mes): Kitano Tenman-gū y gran parte del oeste de Kyoto fue destruido por el fuego.[8]

De 1871 a 1946, el Kitano Tenman-gū fue oficialmente designado como uno de los Kanpei-chūsha (官幣中社), lo que significa que se ubicó en la segunda fila de los santuarios apoyados por el gobierno.

## Otros sitios web
- Kitano Tenman-gū Página oficial (en inglés)
- Kyoto Shimbun: Ceremonia del té al aire libre... (en inglés)

- Datos: Q662176
- Multimedia: Kitano Tenman-gū / Q662176